# 若松台 (堺市)
若松台（わかまつだい）は大阪府堺市南区の泉北ニュータウン泉ケ丘地区にある地名。
現行行政地名は若松台一丁から若松台三丁。住居表示は実施済み。

## 地名の由来
大蓮池周辺に松林が多く、「若松之荘」と呼ばれていたところから、名づけられた。まちびらきは、昭和45年4月。

## 世帯数と人口
2020年（令和2年）3月31日現在（堺市発表）の世帯数と人口は以下の通りである。
| 丁         | 世帯数    | 人口    |
| ---------- | --------- | ------- |
| 若松台一丁 | 1,406世帯 | 2,720人 |
| 若松台二丁 | 674世帯   | 1,305人 |
| 若松台三丁 | 448世帯   | 1,048人 |
| 計         | 2,528世帯 | 5,073人 |

### 人口の変遷
国勢調査による人口の推移。
| 1995年（平成7年）  | 7,248人 | [ 7 ]  |  |
| 2000年（平成12年） | 6,525人 | [ 8 ]  |  |
| 2005年（平成17年） | 6,565人 | [ 9 ]  |  |
| 2010年（平成22年） | 5,939人 | [ 10 ] |  |
| 2015年（平成27年） | 5,334人 | [ 11 ] |  |

### 世帯数の変遷
国勢調査による世帯数の推移。
| 1995年（平成7年）  | 2,535世帯 | [ 7 ]  |  |
| 2000年（平成12年） | 2,473世帯 | [ 8 ]  |  |
| 2005年（平成17年） | 2,609世帯 | [ 9 ]  |  |
| 2010年（平成22年） | 2,531世帯 | [ 10 ] |  |
| 2015年（平成27年） | 2,434世帯 | [ 11 ] |  |

## 小・中学校の校区
市立小・中学校に通う場合、校区は以下の通りとなる。
| 丁         | 番地 | 小学校             | 中学校             |
| ---------- | ---- | ------------------ | ------------------ |
| 若松台一丁 | 全域 | 堺市立若松台小学校 | 堺市立若松台中学校 |
| 若松台二丁 | 全域 | 堺市立若松台小学校 | 堺市立若松台中学校 |
| 若松台三丁 | 全域 | 堺市立若松台小学校 | 堺市立若松台中学校 |

## 事業所
2016年（平成28年）現在の経済センサス調査による事業所数と従業員数は以下の通りである。
| 丁         | 事業所数 | 従業員数 |
| ---------- | -------- | -------- |
| 若松台一丁 | 12事業所 | 110人    |
| 若松台二丁 | 19事業所 | 227人    |
| 若松台三丁 | 26事業所 | 551人    |
| 計         | 57事業所 | 888人    |

## 施設
- 堺市立若松台小学校 - 若松台1丁3番1号
- 堺市立若松台中学校 - 若松台3丁34番1号
- 大阪府立泉北高等学校 - 若松台3丁2番2号
- 泉北郵便局 - 若松台3丁1番3号
- 大蓮公園

## 交通

### 鉄道
町域内にはなく、南海泉北線泉ケ丘駅が最寄り駅になっている。

### バス
南海バス
- 泉北泉ヶ丘地区線[15][16]
  - 216系統：泉ヶ丘駅 - 若松台回り

- 畑・鉢ヶ峯線[15][16]
  - 223系統：泉ヶ丘駅 - 畑
  - 224系統：泉ヶ丘駅 - 鉢ヶ峯 - 泉ヶ丘駅
  - 224C系統：泉ヶ丘駅 - 鉢ヶ峯 - 泉田中南止

## その他

### 日本郵便
- 郵便番号 : 590-0116[3]（集配局：泉北郵便局[17]）。